# 4194 Sweitzer
4194 Sweitzer este un asteroid din centura principală, descoperit pe 15 septembrie 1982 de Edward Bowell.